# Saint-Germain-sur-Vienne
Saint-Germain-sur-Vienne és un municipi francès, situat al departament de l'Indre i Loira i a la regió de Centre – Vall del Loira. L'any 2007 tenia 352 habitants.

## Demografia

### Població
El 2007 la població de fet de Saint-Germain-sur-Vienne era de 352 persones. Hi havia 146 famílies, de les quals 50 eren unipersonals (27 homes vivint sols i 23 dones vivint soles), 42 parelles sense fills, 50 parelles amb fills i 4 famílies monoparentals amb fills.
La població ha evolucionat segons el següent gràfic:
Habitants censats

### Habitatges
El 2007 hi havia 242 habitatges, 157 eren l'habitatge principal de la família, 55 eren segones residències i 29 estaven desocupats. 232 eren cases i 8 eren apartaments. Dels 157 habitatges principals, 107 estaven ocupats pels seus propietaris, 43 estaven llogats i ocupats pels llogaters i 8 estaven cedits a títol gratuït; 9 tenien una cambra, 15 en tenien dues, 39 en tenien tres, 42 en tenien quatre i 52 en tenien cinc o més. 128 habitatges disposaven pel capbaix d'una plaça de pàrquing. A 71 habitatges hi havia un automòbil i a 69 n'hi havia dos o més.

### Piràmide de població
La piràmide de població per edats i sexe el 2009 era:
| Homes | Edats   | Dones |
| ----- | ------- | ----- |
| 0     | 95 o +  | 4     |
| 0     | 90 a 94 | 4     |
| 0     | 85 a 89 | 8     |
| 0     | 80 a 84 | 0     |
| 20    | 75 a 79 | 20    |
| 12    | 70 a 74 | 20    |
| 4     | 65 a 69 | 4     |
| 20    | 60 a 64 | 12    |
| 4     | 55 a 59 | 0     |
| 12    | 50 a 54 | 8     |
| 8     | 45 a 49 | 8     |
| 8     | 40 a 44 | 4     |
| 12    | 35 a 39 | 24    |
| 20    | 30 a 34 | 16    |
| 16    | 25 a 29 | 8     |
| 8     | 20 a 24 | 8     |
| 8     | 15 a 19 | 4     |
| 24    | 10 a 14 | 4     |
| 4     | 5 a 9   | 20    |
| 12    | 0 a 4   | 16    |

## Economia
El 2007 la població en edat de treballar era de 218 persones, 153 eren actives i 65 eren inactives. De les 153 persones actives 133 estaven ocupades (71 homes i 62 dones) i 20 estaven aturades (10 homes i 10 dones). De les 65 persones inactives 23 estaven jubilades, 17 estaven estudiant i 25 estaven classificades com a «altres inactius».

### Ingressos
El 2009 a Saint-Germain-sur-Vienne hi havia 159 unitats fiscals que integraven 366,5 persones, la mediana anual d'ingressos fiscals per persona era de 15.372 €.

### Activitats econòmiques
Dels 14 establiments que hi havia el 2007, 2 eren d'empreses de fabricació d'altres productes industrials, 4 d'empreses de construcció, 3 d'empreses d'hostatgeria i restauració, 2 d'empreses immobiliàries, 1 d'una empresa de serveis i 2 d'entitats de l'administració pública.
Dels 5 establiments de servei als particulars que hi havia el 2009, 2 eren fusteries, 1 lampisteria, 1 electricista i 1 restaurant.
L'any 2000 a Saint-Germain-sur-Vienne hi havia 22 explotacions agrícoles que ocupaven un total de 610 hectàrees.

## Equipaments sanitaris i escolars
El 2009 hi havia una escola elemental integrada dins d'un grup escolar amb les comunes properes formant una escola dispersa.

## Poblacions més properes
El següent diagrama mostra les poblacions més properes.